# Точкова група симетрії

## Точкова група симетрії
Один із способів виведення точкових груп кристалічних багатогранників є геометричний метод . Завдяки своїй наочності полегшує справу практичного ознайомлення з моделями кристалічних багатогранників. Трьохпараметрична група Лі О(3), параметрами якої можуть бути сферичні координати {\displaystyle r,\theta ,\varphi } або будь-який інший набір координат, які визначають положення точки у трьохвимірному просторі, є точковою групою симетрії атома. Неперервна група називається групою Лі, якщо кожний її елемент можна визначити шляхом задання скінченного числа параметрів. Розмірністю групи Лі є найменше число параметрів, необхідних для цієї мети. Лінійні молекули мають циліндричну симетрію {\displaystyle C_{\infty v}} та {\displaystyle D_{\infty h}.}
Теореми про складання симетрійних операцій:
1. Лінії перетину площин симетрії є осями симетрії, що перетинаються. Найменший (елементарний) кут повороту такої осі вдвоє більший, ніж кут між відповідними площинами.
2. При наявності двох осей симетрії, що перетинаються, завжди існує третя рівнодіюча вісь, що проходить через точку перетину двох перших.
3. При наявності центра симетрії і парної осі завжди є площина симетрії, перпендикулярна до цієї осі.
4. Якщо через вісь {\displaystyle \ Z^{n}} проходить площина симетрії або до неї перпендикулярна вісь {\displaystyle \ Z^{2}}, то ці елементи симетрії повторюються в тілі n разів.
5. При наявності дзеркально-поворотної осі парного порядку {\displaystyle \ Z_{2n}^{n}} (n парне) і перпендикулярної до неї осі {\displaystyle \ Z^{2}} виникає n площин симетрії, що проходять через {\displaystyle \ Z_{2n}^{n}}.
6. При наявності дзеркально-поворотної осі {\displaystyle \ Z_{2n}^{n}} (n парне) є також центр симетрії С.

В основу геометричного методу виводу, крім записаних вище теорем про знаходження результатуючих елементів симетрії, кладеться очевидне уявлення про те, що реальні елементи кристала (грані, ребра, вершини) можуть бути розміщені лише певним чином відносно елементів симетрії. Іншими словами, елементи симетрії у відношенні до якогось напряму в кристалі можуть бути розміщені лише таким чином, щоб цей напрям перетворювався при симетрій них операціях сам у себе або в еквівалентний собі напрям, що реально існує в кристалі. У кристалі може бути один або декілька еквівалентних напрямів, які легко виділити серед інших. Такі напрями називаються одиничними. У відношенні до них, як уже згадувалось, елементи симетрії можуть бути орієнтовані лише певним чином, а саме: будь-які осі повинні бути орієнтовані до одиничного напряму (повинні збігатися з ними), а проста вісь другого порядку {\displaystyle \ Z^{2}} може бути також перпендикулярна до нього; площини симетрії можуть бути одночасно або нарізно паралельні або і перпендикулярні до одиничного напрямку, а центр симетрії повинен лежати на цьому напрямі. Беручи до уваги сказане, увага спрямовується на кристали, що мають одиничний напрям. У першій колонці поданої нижче таблиці 1. подано загальний запис взаємної орієнтації одиничного напряму і елементів симетрії, що зберігають цей напрям незмінним, наступні колонки конкретизують ці формули стосовно до різних значень показника n.
Рядок 1 поданої таблиці 1. не потребує пояснень. Групи другого рядка можна записати з урахуванням, крім вихідних елементів симетрії, теореми 3, а також тієї обставини, що вісь {\displaystyle \ Z^{1}} означає по суті відсутність симетрії і вживається лише самостійно, а при наявності в тілі інших елементів символ {\displaystyle \ Z^{1}} опускається. Рядки 3 і 4 одержуємо із урахуванням теорем 3 і 4. Рядок 5 можна одержати шляхом послідовного застосування теорем 1-4, а рядок 6 — теореми 5. Групи 7 рядка були обговорені вище при введені поняття про дзеркально-поворотні осі. Поява групи {\displaystyle \ Z_{4}^{2}2Z^{2}2P} випливає з теореми 6.
Таблиця 1. не продовжена на дзеркальні та інверсійні осі, оскільки при додаванні P або C ці осі стають звичайними і формують уже відомі групи.
У випадку кристалів, що мають декілька ідентичних одиничних напрямів, більш складним способом можна отримати ще п'ять таких груп:
{\displaystyle \ 3Z^{4}4Z^{3}6Z^{2},3Z^{4}4Z_{6}^{3}6Z^{2}9PC,3Z^{4}4Z^{3},3Z_{4}^{2}4Z^{3}6P,3Z^{2}4Z_{6}^{3}3PC}.
Усього є 32 точкові групи симетрії, які у свою чергу, можна розділити на окремі категорії за наявними в них елементами симетрії. Якщо йти по лінії пониження симетрії, то легко виділити такі сукупності груп:

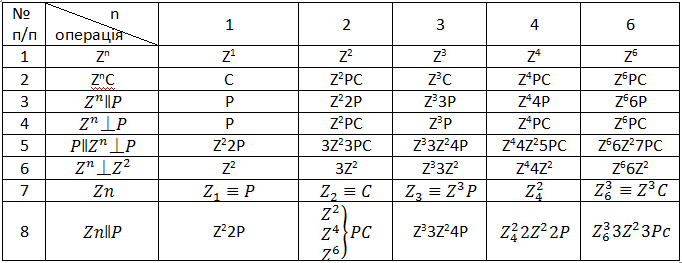
Таблиця 1

1. Групи, що мають декілька осей вищого порядку ({\displaystyle \ Z_{4i},Z_{4}^{2},Z_{4},Z^{3},Z_{3}^{6}}).
2. Групи, кожна з яких має одну просту або дзеркальну вісь вищого порядку {\displaystyle \ Z^{3},Z^{4},Z^{6},Z_{2}^{4},Z_{3},Z_{3}^{6}}).
3. Групи, що мають три осі другого порядку або одну вісь {\displaystyle \ Z^{2}} і дві площини, проходять через неї. У цих групах елементами симетрії ще задається 3 взаємно перпендикулярні напрями в кристалі
4. Групи, які визначать тільки I напрям у кристалі, що збігається з віссю {\displaystyle \ Z^{2}} або нормаллю до єдиної площини симетрії.
5. Групи, що не мають елементів симетрії, які б визначали напрям у кристалі.
6. Групи першого типу утворюють кубічну сингонію, групи з одною віссю вищого порядку {\displaystyle \ Z^{3}(Z_{3i})} — тригональну, з віссю{\displaystyle \ Z^{4}(Z_{4i})} — тетрагональну, з віссю {\displaystyle \ Z^{6}(Z_{6i})} — гексагональну сингонії. Інші групи об'єднуються у ромбічну (тип 3), моноклінну і триклинну сингонії (відповідно тип 4 і 5).

## 

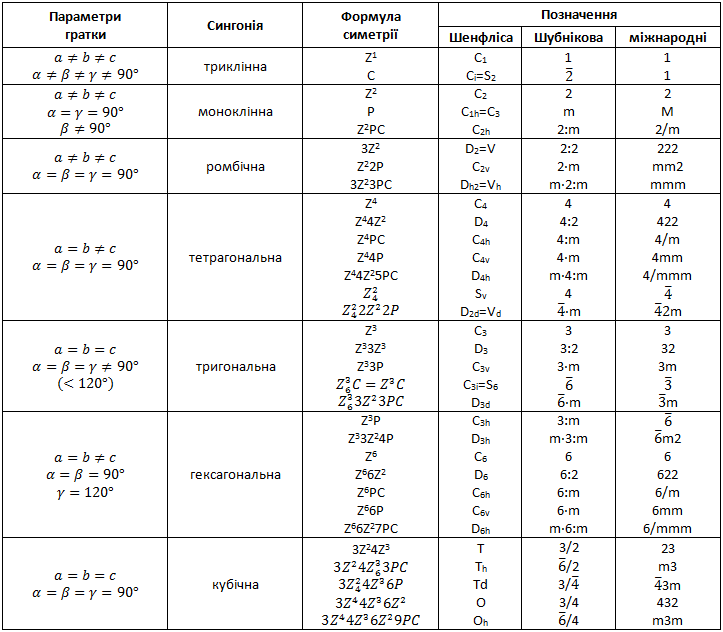
Таблиця 2

В таблиці 2. Представлені всі точкові групи. Їх скорочений запис у різних, сьогодні часто вживаних, позначеннях та розподіл за сингоніями. В колонці зліва подано характеристики елементарної ґратки кожної сингонії.
Ось основні закономірності, що описують просторове розміщення еквівалентних ділянок зразка, дають можливість знайти і зв'язати між собою геометрично еквівалентні напрями, об'єми і т. д. Якщо взяти до уваги, що сортом частинок і їх взаємним розміщенням однозначно визначаються властивості тіла, легко зрозуміти, що описані вище особливості симетрії зовнішньої форми зразка можуть бути перенесені на симетрію властивостей, а останнє має важливе значення при дослідженні кристалів та їх практичному застосуванні. Симетрійні міркування, як інваріантні перетворення, дають можливість строго математично встановлювати співвідношення між компонентами тензорів, що описують різні фізичні властивості кристалів, і робити висновки про те, яка з певної сукупності властивостей не може бути приписана одному кристалові, а вияв якої можна сподіватись знайти експериментально. Відповідну ілюстрацію сказаного можна знайти нижче при розгляді конкретних питань кристалооптики.